# Thành Công, Thái Nguyên
Thành Công là một xã ở phía nam của tỉnh Thái Nguyên, Việt Nam.

## Địa lý
Xã Thành Công có vị trí địa lý:
- Phía đông giáp phường Phổ Yên, phường Vạn Xuân và phường Trung Thành
- Phía tây giáp tỉnh Phú Thọ
- Phía nam giáp thành phố Hà Nội
- Phía bắc giáp phường Phúc Thuận.

Xã Thành Công có diện tích 43,45 km², dân số năm 2025 là 28.281 người. Khu vực được định hướng phát triển du lịch, đô thị. Trên địa bàn có khu đô thị thể thao dịch vụ hồ Suối Lạnh, sân golf Glory, quy hoạch khu công nghiệp đô thị dịch vụ tây Phổ Yên, khu đô thị Sinh thái - Thể thao Vạn Phái. Hạ tầng giao thông trên địa bàn có đường liên kết vùng, đường tỉnh 274.
Do phía tây có dãy núi Tam Đảo đón gió đông nam, nên lượng mưa ở lưu vực sông Công rất lớn. Đặc biệt, ở các khu vực ở ven dãy núi Tam Đảo như xã Thành Công thường xảy ra những trận mưa lớn, trong phạm vi hẹp, gây lũ quét. Hồ Suối Lạnh trên địa bàn xã là hồ nhân tạo lớn nhất thành phố Phổ Yên cũ.

## Lịch sử
Năm 1974, Bộ Nội vụ ra quyết định đổi tên xã Hợp Thành thành xã Vạn Phái.
Tháng 6 năm 2025, xã Thành Công được thành lập trên cơ sở nhập toàn bộ diện tích tự nhiên, quy mô dân số của xã Thành Công (diện tích tự nhiên là 32,66 km²; dân số là 18.331 người) và xã Vạn Phái (diện tích tự nhiên là 10,79 km²; dân số là 9.950 người) của thành phố Phổ Yên. Trụ sở làm việc của xã nằm tại trụ sở xã Thành Công cũ.

## Hành chính
Đến năm 2003, xã Vạn Phái gồm 21 xóm: Tân Hoà, Bãi Chẩu, Đồn, Trại Cang, Tân Cương, Hạ Vụ 1, Hạ Vụ 2, Hạ Vụ 3, Nông Vụ 1, Nông Vụ 2, Nông Vụ 3, Nông Vụ 4, Nông Vụ 5, Cơ Phi 1, Cơ Phi 2, Cơ Phi 3, Bến Chảy 1, Bến Chảy 2, Vạn Kim, Trường Giang, Kim Sơn.
Đến năm 2003, xã Thành Công, gồm 29 xóm: An Bình, An Thịnh, An Niên, Thường Vụ 1, Thường Vụ 2, An Hoà, Xuân Hà 1, Xuân Hà 2, Xuân Hà 3, Xuân Hà 4, Xuân Hà 5, Tơm 1, Tơm 2, Làng Đanh, Đầm Đanh, Thù Chùa, Tân Lập, Cầu Dài, Ao Sen, Hạ Đạt, Vạn Phú, Nhôi, Na Lang 1, Na Lang 2, Đồng Đông, Bìa, Nhe, Đặt, Tân Thành. Năm 2019, sáp nhập hai xóm Tân Lập và Tân Thành vào xóm Nhe.